# شق 1
شق 1 (بالإنجليزية: Slot 1) وهو وصلة لوحدات المعالجة المركزية التابعة لشركة إنتل من نوع سيليرون وبنتيوم 2 وبنتيوم 3. وهي كانت تغيرا لمسار معالجات إنتل التي كانت تستخدم مقابس من نوع شبكة إبر مصفوفة وشبكة إبر مصفوفة متداخلة. وهي مشابهة لمنفذ الملحقات الإضافية لكن تحتوي على 242 وصلة إلكترونية. وهي أمكنت تسريع ناقل البيانات إلى سرعات أعلى من مقبس 7 (133 هرتز).